# Saint-Paul-Lizonne
Saint-Paul-Lizonne é uma comuna francesa na região administrativa da Nova Aquitânia, no departamento Dordonha. Estende-se por uma área de 9,38 km². Em 2010 a comuna tinha 280 habitantes (densidade: 29,9 hab./km²).